# Ignasi de Constantinoble
Ignasi de Constantinoble (en llatí: Ignatius, en grec antic: Ἰγνάτιος) que va viure al segle ix, potser de l'any 801 fins al 877) va ser un eclesiàstic grec, competidor amb Foci pel patriarcat de Constantinoble. És venerat com a sant per les esglésies catòlica i ortodoxa.

## Biografia
El seu nom original era Nicetes (Νικήτας) i era fill de l'emperador Miquel I Rangabé i de Procòpia, filla de l'emperador Nicèfor I. Durant el regnat del seu pare (811-813) era comandant dels Icanates o guàrdies vigilants amb només 10 anys. Quan Lleó V l'Armeni va deposar el seu pare, els membres de la família deposada es van haver de rapar el cap i refugiar-se a l'església anomenada Faros (Φάρος) i encara que se'ls van respectar les vides, Nicetes va ser castrat i obligat a fer-se religiós, moment en què va adoptar el nom d'Ignasi (amb uns 14 o 15 anys).
El va educar un mestre iconoclasta i amb el temps va adquirir reputació de santedat i va arribar a abat del monestir de Satyros a Constantinoble. Basil, bisbe de Faros, el va ordenar prevere. Tot i la seva educació va ser un campió del culte a les imatges i a la mort de Metodi I de Constantinoble, també partidari de les imatges, va ser escollit patriarca (potser l'any 846 o el 847) amb el suport de l'emperadriu mare Teodora, que llavors era regent del seu fill Miquel III, i que va restaurar el culte a les imatges.
Després de ser consagrat, Ignasi va demanar a Gregori Asbestes, bisbe de Siracusa que en aquell moment era a Constantinoble, que s'bsentés de la ciutat, ja que estava sota acusació, i això va provocar l'enemistat amb aquest bisbe, cosa que li va portar força problemes. També l'emperador Miquel III li va perdre el respecte i el seu favorit Gril·le el va maltractar sovint, i va quedar en mala posició quan Teodora va ser expulsada per influència del cèsar Bardas. Es va negar a la petició de l'emperador de fer monges la seva mare i les seves germanes contra la seva voluntat.

### Deposició i restauració

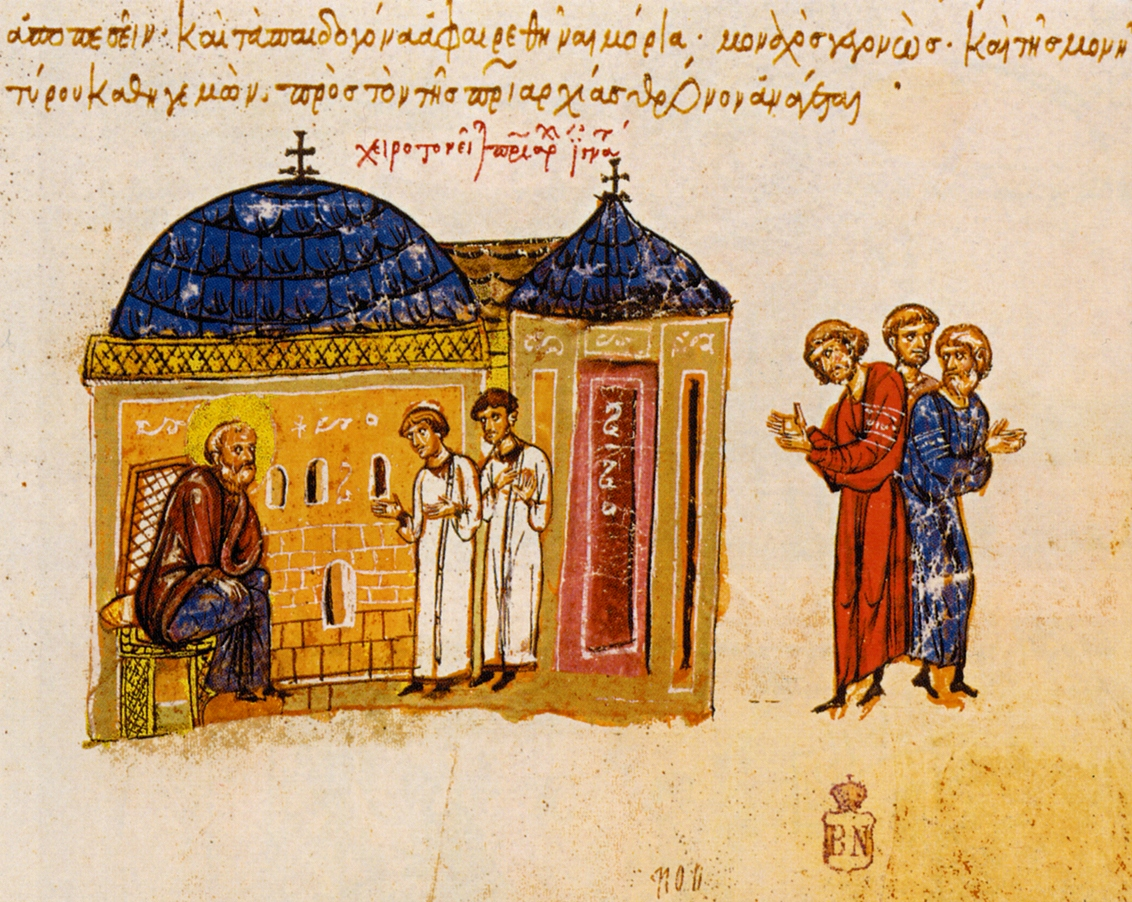
Ignasi amb monjos, de la Crònica de Skylitzes, s. XII (Madrid, BNE)

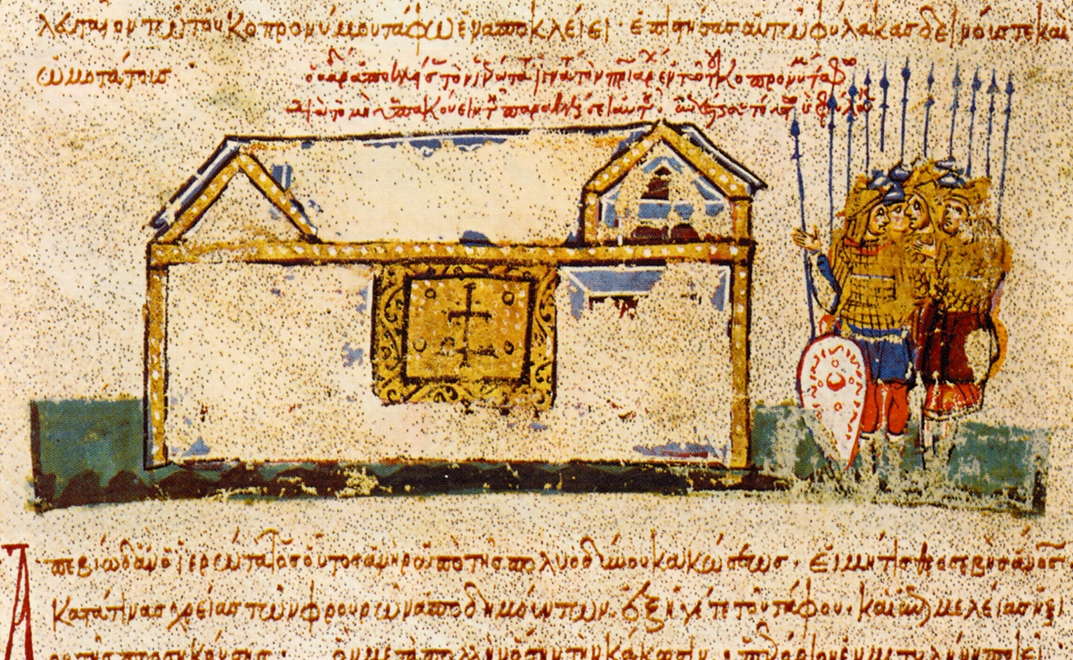
Els soldats vigilen Ignasi

Bardas va ser acusat d'incest amb la dona del seu propi fill i va refusar les amenaces d'excomunicació del patriarca. Quan aquest va portar a terme la seva amenaça, Bardas va expulsar a Ignasi de l'església acusat de transgressor i corrupte i va fer elegir a Foci (Photius) l'any 858, elecció que hauria estat irregular i portada a terme per seglars i alguns bisbes. El senat va donar l'acord a la destitució i fins i tot els legats de Roma que en aquell moment eren a la capital romana d'Orient. L'acord va ser que Ignasi seria ben tractat però sembla que això no es va complir per pressions de Gregori Arbestes, protector de Foci. Ignasi va ser pressionat per signar una declaració dient que havia abdicat voluntàriament però es va mantenir ferm.
El van sotmetre a tota mena de tortures, se li va pegar, se'l va deixar despullat a l'hivern a la tomba que havia estat de Constantí V i que estava plena de porqueria; se'l va privar de menjar i beure; un oficial de nom Constantí l'armeni li va donar menjar i vi d'amagat; es va posar malalt i va ser traslladat a diversos llocs i finalment el van deportar a Mitilene d'on més tard va retornar a Constantinoble on un sínode de metropolitans i bisbes el va deposar solemnement l'any 858, quan ja els seus principals suports havien estat dispersats a destinacions llunyanes o desterrats. El Concili de Constantinoble de l'any 859 que va seguir va confirmar la seva deposició.
Quan Basili el Macedoni va pujar al tron després de matar Miquel III, no va tardar a enemistar-se amb Foci. Bardas ja havia mort i Foci va ser deposat el 867 i Ignasi restaurat; aquest canvi va tenir el suport del papa Nicolau I. El Setè Concili de Constantinoble (869) va ratificar la deposició de Foci i el nomenament d'Ignasi. Sembla que es va convenir que la restauració d'Ignasi era temporal i s'havia arribat a un pacte pel que Foci tornaria al càrrec a la seva mort.
Ignasi va morir el 23 d'octubre del 877 amb uns 80 anys i Foci va ser restaurat llavors. El van enterrar al monestir de Satyros.